# جيري فيليبس
جيري فيليبس هو سياسي كندي، ولد في 11 سبتمبر 1940 في لندن في كندا. حزبياً، نشط في الحزب الليبرالي في أونتاريو ‏. وقد انتخب عضو برلمان مقاطعة أونتاريو وانتخب Ministry of Energy (Ontario) ‏.